# Miroslav Táborský
Miroslav Táborský (Praga, 9 de novembre de 1959) és un actor txec que ha aparegut en diverses sèries de televisió txeques, així com en pel·lícules estatunidenques.
Táborský es va graduar de la Facultat de Teatre de la Acadèmia d'Arts escèniques a Praga (DAMU) en 1987. Ha rebut tant un Premi Alfréd Radok (1997) i un Premi Goya en 1998 al millor actor revelació per La niña de tus ojos.

## Filmografia
- Po strništi bos (2017)
- Goat Story with Cheese 2012
- Borgia (2011) - Cardenal Gianbattista Orsini
- 2Bobule (2009)
- Goat Story – The Old Prague Legends 2008 - 3D animated movie
- Grapes (2008)
- The Dresser de Ronald Harwood, teatre Divadlo v Dlouhé (2002) – The Dresser
- Twelfth Night, or What You Will, Summer Shakespeare Festival al Castell de Praga (2005) – Feste
- Close to Heaven (2005)
- Hostel (2005)
- The Brothers Grimm (2005)
- Jak básníci neztrácejí naději (2004)
- Eurotrip (2004)
- Tmavomodrý svět (2001)
- Dune (2000, minisèrie) – Comte Hasimir Fenring
- La niña de tus ojos (1998)
- Snow White: A Tale of Terror (1997)
- Lotrando a Zubejda (1996)